# لورتا لوکس
لورتا لوکس (انگلیسی: Loretta Lux؛ زادهٔ ۱۹۶۹) عکاس، و نقاش اهل آلمان است.

## زندگینامه
لورتا لوکس  متولد ۱۹۶۹ در شهر درسدن (Dresden) آلمان است. او در سال ۱۹۹۰ در رشته‌ی نقاشی از آکادمی هنرهای زیبا، مونیخ (Academy Of Visual Arts in Munich) فارغ‌التحصیل شد و اندکی پس از آن شروع به فعالیت در رشته‌ی عکاسی کرد. لوکس که نقاشی خوانده بود و با عکاسی دیجیتال آشنایی داشت، توانست تصاویر برساخته‌ای خلق کند که هر مخاطبی را در نگاه اول به آثارش مجذوب خود می‌سازد.